# Falsificateurs de l'Histoire
Falsificateurs de l'Histoire (en russe : Istoricheskaya spravka, Fal’sifkatory istorii) est un livre publié par le Sovinformburo, édité et partiellement réécrit par Joseph Staline, en réponse aux révélations faites au cours du procès de Nuremberg par les hauts dignitaires allemands en jugement en 1946 et aux documents rendus publics en janvier 1948 en Occident notamment par les Etats-Unis traitant des relations germano-soviétiques avant et après le pacte Molotov-Ribbentrop dont une copie avait été retrouvée dans les archives allemandes à la fin de la guerre,.  
En France, cette brochure fut publiée en français par le Parti Communiste Français dirigé alors par Maurice Thorez et relais direct des ordres du Kremlin.   

## Contenu
Dans ce livre, Staline ignore les relations que son pays avait volontairement tissés avec le Reich avant 1941 dont les protocoles secrets du pacte germano soviétique du 23 Aout 1939 complété par le traité d'amitié en Septembre 1939 et que l'URSS niera jusqu'en 1989, date de l'effondrement du système soviétique,. 
Dans une vision sélective des faits et passant sous silence les gains territoriaux acquis en 1939 et 1940 avec le dépecage de la Pologne en Septembre 1939, l'annexion des Pays Baltes et la guerre d'Hiver menée contre la Finlande, qui y réchappa par sa résistance à toute annexion, il fait à contrario valoir que les puissances occidentales avaient contribué au réarmement de l'Allemagne et à son expansion vers l'Est, soulignant que les banquiers et industriels américains avaient injecté du capital dans l'industrie de guerre allemande.  
Il ignore volontairement l'aide apportée par l'Union Soviétique au réarmement clandestin menée par l'armée allemande avec le traité de Rapallo créant une grave entorse au Traité de Versailles de 1918 avec l'essai conjoint de matériels militaires secrets comme les chars à l'abri des regards de la Société des Nations (SDN, ancêtre de la future ONU), dans des zones militaires russes interdites d'accès au public au cours des années 1920 et 1930. 
Il dénonce plus particulièrement les accords de Munich de 1938 et la culpabilité de l'Ouest dans le déclenchement de la guerre camouflant ainsi en réalité le rôle déterminant de l'URSS qui fut de fait l'allié objectif de l'Allemagne nazie d'Août 1939 à juin 1941 en lui offrant la possibilité d'éviter de se battre sur deux front, leçon tirée de la Première Guerre Mondiale, tout en attaquant la Belgique, les Pays-Bas et la France en mai 1940.  
Au cours de cette période, outre l'expansion territoriale de l'empire soviétique conséquente, ce dernier en échange des ressources stratégiques indispensables à la machine de guerre allemande comme le pétrole et le blé reçu en retour des machines outils nécessaires à son industrie et certains matériels de guerre. Ce fait fut confirmé par le traité d'amitié du 28 Septembre 1939 signé entre la Russie et l'Allemagne après la disparition de la Pologne, victime d'une double occupation et cause du déclenchement de la Seconde Guerre Mondiale,,. 
A contrario, l'URSS est présentée par Staline comme s'efforçant de négocier une sécurité collective contre Hitler, tout en étant contrecarrée dans la vision soviétique par la politique d'apaisement anglo-française oubliant de mentionner le refus net et catégorique des Pays Baltes et de la Pologne à la présence de l'Armée Rouge sur leurs territoires respectifs et qui avaient été, en vérité, soutenus dans leur démarche par l'Angleterre et la France qui luttaient contre l'idéologie communiste. Redevenus indépendants en 1920, leur souveraineté avait été recouvrée grâce à la disparition de l'empire tasriste en 1917 après une longue domination de plusieurs siècles et avaient également contribué de manière décisive à l'arrêt de l'expansionisme soviétique notamment avec la bataille de Varsovie en Août 1920 (miracle de la Vistule),. 
Enfin, la dernière partie du livre se consacre à la constitution du front de l'Est afin sois disant de se défendre contre l'agression nazie qu'en réalité, Staline, malgré de très nombreux avertissements lancés par ses services secrets avait refusé de croire.
Comme l'analyse l'historien spécialiste de l'histoire du communisme, Stephane Courtois, cette technique qui sera reprise par Valdimir Poutine après son accession au pouvoir, est typique du système soviétique.  
Elle se base sur le principe d'une exonération totale de toute responsabilité du pouvoir tout en accusant de ses propres crimes ses adversaires par un procédé d'inversion rhétorique. Aussi, le massacre de Katyn réalisé par le NKVD, la police politique soviétique pour empêcher la résurgence de la Pologne fut reporté sur l'Allemagne nazie tandis que le pacte germano soviétique de non agression, que Staline attribuait à l'action de l'Angleterre et de la France, fut en vérité directement et volontairement négocié par l'URSS avec l'Allemagne à partir du 04 août 1939 et permettait de camoufler en réalité l'expansionisme russe au détriment de ses voisins proches, la Pologne et les Pays Baltes,.  
De plus, Staline cherchait à affaiblir par cette alliance de circonstance, les régimes francais et anglais confronté depuis l'accès d'Hitler au pouvoir au militarisme et revendications territoriales de l'Allemagne nazie pour mieux attaquer à revers une fois l'ensemble des belligérants épuisés, tout en gardant en réserve de faire avancer la révolution communiste dans la longue tradition du messianisme russe et dans un projet d'assurer l'hégémonie de la Russie sur l'Europe,,. 
Dans la nuit du 2 au 3 juillet 1940, face au premier ministre lituanien Krėvė-Mickevičius    venu à Moscou pour supplier les maîtres du Kremlin de ne pas annexer les États baltes en désespoir de cause, le ministre des affaires étrangères russe, Molotov qui niera jusqu'à la fin de sa vie en 1986 les protocoles secrets d'annexion du pacte germano soviétique, avait tenu le discours suivant à ce sujet : 
:"Vous devez voir la réalité en face et comprendre qu’à l’avenir les petits États devront disparaître. Votre Lituanie, les autres États baltes, la Finlande, feront partie de la grande famille, ils entreront dans l’Union soviétique.  […] Aujourd’hui, nous sommes plus que jamais convaincus que le génial Lénine ne se trompait pas lorsqu’il affirmait que la deuxième guerre mondiale nous permettrait de prendre le pouvoir en Europe, de même que la première guerre mondiale nous avait permis de le faire en Russie. Aujourd’hui, nous soutenons l’Allemagne, mais juste assez pour qu’elle refuse les propositions de paix jusqu’à ce que les masses affamées des nations en guerre se soulèvent contre leurs dirigeants. Alors la bourgeoisie allemande s’entendra avec son adversaire, la bourgeoisie des alliés, pour écraser conjointement le prolétariat insurgé. Mais à ce moment nous interviendrons pour lui porter secours, avec des forces fraîches et bien entraînées, et sur le territoire de l’Europe occidentale, quelque part sur le Rhin, sera livrée la bataille décisive pour le destin de l’Europe entre le prolétariat et la bourgeoisie pourrissante. Nous sommes sûrs de vaincre la bourgeoisie… ».
Cette version fut également corroborée lors de l'ouverture des archives bulgares avec la publication de journal de Georgi Dimitrov, chef de l'Internationale communiste qui avait rencontré Staline le 7 Septembre 1939. Celui ci lui avait exposé que sous couvert de l'alliance avec l'Allemagne, et la disparition programmée de la toute jeune Pologne reconstituée, il visait à ébranler durablement le système capitaliste tout en faisant progresser l'idéologie communiste sur de nouveaux territoires et populations. 
Cette publication a contribué définitivement comme les révélations des archives soviétiques dans les années 1990 sur les crimes du régime soviétique et du désenchantement qui s'est ensuivi, à discréditer la légende d'une URSS visant en 1939 uniquement à se défendre,.

## Composition
L'ouvrage (65 pages) est décomposé en quatre chapitres, eux-mêmes divisés en plusieurs sections.
Introduction
Documents capturés en Allemagne
Une image déformée des événements
Chapitre 1 : Comment a commencé la préparation de l'agression allemande ?
Plan de réparation Dawes 
Un partage dans les profits
La pluie d'or des dollars américains
Les facteurs qui ont contribué à déchaîner l'agression hitlérienne
Une Union soviétique amenée à mener une politique de paix seule
Le principe soviétique de sécurité collective
Le rejet du pacte de sécurité collective par les puissances occidentales
Chapitre 2 : Non pas lutte contre l'agression allemande, mais politique d'isolement de l'URSS
Conversation Hitler-Halifax
Les actions annexionnistes d'Hitler ont été encouragées
L'avertissement de l'Union soviétique
Les accords de Munich
Le vrai sens de Munich
Remise de la Tchécoslovaquie à Hitler
« Unir l'Europe sans la Russie »
Chapitre 3 : Isolement de l'Union soviétique : le pacte de non-agression germano-soviétique
Négociations entre la Grande-Bretagne, la France et l'URSS
Une situation d'inégalité pour l'URSS
Aucune obligation que ce soit vers l'URSS
La proposition soviétique
Stimuler Hitler à attaquer l'URSS
Négociations militaires également futiles
Les négociations en coulisses entre la Grande-Bretagne et l'Allemagne
Remise de la Pologne à Hitler
Le pacte de non-agression de l'URSS avec l'Allemagne
Le meilleur cours [de la guerre] possible
Chapitre 4 : Constitution du front de l'Est. L'agression de l'Allemagne contre l'URSS, la coalition anti-hitlérienne et la question des obligations inter-alliées
Constitution du front de l'Est
Le gouvernement finlandais rejette la proposition amicale de l'Union soviétique
Assurer la sécurité de Leningrad et de Mourmansk
La Grande-Bretagne et la France fournissent en armes la Finlande
Un plan d'opérations militaires contre l'URSS
Un tournant dans le développement de la guerre
Le fiasco de la politique d'apaisement
L'Allemagne attaque l'URSS
La coalition anti-hitlérienne
Ce qui s'est réellement passé à Berlin
Les négociations entre les États-Unis et l'Allemagne en 1943
Le report de l'ouverture d'un second front
L'assistance de l'URSS envers ses Alliés
Message de Joseph Staline à Winston Churchill sur la préparation de l'offensive
Un coup de force inégalé